# Ditomyiidae
Ditomyiidae – rodzina muchówek z podrzędu długoczułkich i nadrodziny Keroplatoidea. Obejmuje około 80–90 opisanych gatunków. Owady dorosłe spotyka się głównie w lasach, a larwy przechodzą rozwój w martwym drewnie i nadrzewnych grzybach.

## Opis

Schemat użyłkowania skrzydła Ditomyiidae. C – żyłka kostalna, Sc – żyłka subkostalna, od R1 do R4+5 – żyłki radialne, Rs – sektor radialny, M1 i M2 – żyłki medialne, CuA1 i CuA2 – żyłki anterokubitalne, A1 – żyłka analna, h – żyłka barkowa, r-m – żyłka poprzeczna radialno-medialna, m-cu – żyłka poprzeczna medialno-kubitalna

Muchówki o ciele długości od 6 do 8 mm. Ich mała głowa zaopatrzona jest w małe oczy złożone, trzy położone blisko siebie przyoczka, niepowiększony aparat gębowy i czasem w długie włoski na czułkach. Biczyk czułka składa się z piętnastu członów, przy czym ostatni z nich jest mały i wywodzi się z wtórnego podziału członu czternastego. Głaszczki odznaczają się drugim członem co najmniej dwukrotnie większym od pozostałych, co jest synapomorfią rodziny. Postpronotum wyposażone jest w jedną lub więcej długich i delikatnych szczecinek. Szczecinki występują także na antepronotum. Grzbietowy koniec episternitu zatułowia styka się z katepisternum. Skrzydła są mniej więcej tak długie jak odwłok i mają błonę porośniętą makroskopijnymi włoskami. Ich użyłkowanie odznacza się: żyłką sukostalną zesklerotyzowaną na krótkim odcinku, a dalej przechodzącą w słabo zaznaczoną zmarszczkę o wolnym zakończeniu, żyłką radialną R2+3 co najmniej w połowie tak długą jak żyłka radialna R4+5 oraz żyłką medialną połączoną żyłką poprzeczną ("m-cu") z żyłką kubitalną CuA1 daleko za poziomem żyłki barkowej i tuż przed poziomem żyłki poprzecznej radialno-medialnej. Odwłok jest w zarysie długi i wąski.

## Biologia i występowanie
Larwy znane są tylko u kilku gatunków. Żerują w owocnikach grzybów z rodziny żagwiowatych lub też drążą chodniki w martwym drewnie. Osobniki dorosłe spotyka się głównie w lasach, zwłaszcza wśród niskiej roślinności. Bywają łowione w pułapki Malaise’a.
Rodzina prawie kosmopolityczna, nieznana tylko z krainy etiopskiej i madagaskarskiej. Najliczniej reprezentowana jest w krainie australijskiej i neotropikalnej. W Polsce stwierdzono 3 gatunki (zobacz: Ditomyiidae Polski).

## Systematyka
Takson ten dawniej klasyfikowany był jako podrodzina grzybiarkowatych. Współcześnie uznaje się go za odrębną rodzinę w nadrodzinie Keroplatoidea umieszczanej w obrębie Mycetophiliformia. Do Ditomyiidae należy około 80–90 opisanych gatunków, zgrupowanych w rodzajach:
- Asioditomyia
- Australosymmerus
- Calliceratomyia
- Ditomyia
- Neocrionisca
- Nervijuncta
- Rhipidita
- Symmerus

Rodzina ta uznawana jest za stosunkowo młodą jak na muchówki. Najstarsze szczątki kopalne pochodzą z eocenu i znalezione zostały na terenie Australii.